# Luther Blissett (calciatore)
Luther Loide Blissett (Falmouth, 1º febbraio 1958) è un ex calciatore e allenatore di calcio inglese, di ruolo attaccante.

## Carriera

### Giocatore

#### Club

Blissett (a sinistra) in azione nel derby di Milano del 6 novembre 1983, alle prese con l'interista Collovati.

Di origini giamaicane, esordì diciassettenne nel Watford, nell'annata 1975-1976. Con la maglia degli Hornets vinse il titolo di capocannoniere della First Division nella stagione 1982-1983: in tutto, nella sua prima esperienza col Watford collezionò 245 presenze e 95 realizzazioni.
Dopo la buona annata 1982-1983, nell'estate seguente venne acquistato dagli italiani del Milan, neopromossi in Serie A. Coi rossoneri collezionò 30 presenze e 5 reti in campionato, ma, più che altro, si fece suo malgrado notare per numerose prestazioni deludenti che non gli permisero di ottenere le simpatie dei tifosi milanisti: in particolare, i tanti e spesso clamorosi errori sottoporta di cui si rese protagonista in rossonero portarono il giornalista Gianni Brera a soprannominarlo irriverentemente "Callonissett", in assonanza con un altro ex centravanti meneghino, Egidio Calloni, famoso in fatto di gol sbagliati. Era noto anche come "Luther Miss It", sempre per via della sua scarsa vena realizzativa.
Nella stagione successiva tornò così al Watford, dove rimase fino al 1988 per poi trasferirsi al Bournemouth per le tre stagioni successive. Nel 1991 tornò nuovamente al Watford e l'anno dopo si trasferì al West Bromwich dove giocò tuttavia 3 soli incontri. Concluse la sua carriera professionistica al termine della stagione 1993-1994, disputata con le maglie di Bury e Mansfield Town in terza divisione, per poi continuare per alcuni anni nelle divisioni dilettantistiche fino al ritiro definitivo avvenuto nel 1996.

#### Nazionale
Nato in Giamaica, ha scelto di rappresentare l'Inghilterra a livello internazionale, con cui ha messo a referto 14 presenze e 3 gol tra il 1982 e il 1984; tra l'altro, reti segnate da Blissett tutte il 15 dicembre 1982 in una sfida contro il Lussemburgo valida per le qualificazioni al campionato d'Europa 1984, contribuendo con una tripletta al roboante successo per 9-0 degli inglesi.

### Allenatore
Intrapresa la carriera di allenatore, fece parte dello staff tecnico del Watford dal 1996 al 2001; successivamente sedette sulle panchine di alcune squadre minori inglesi, tra cui York City e Chesham Utd.

### Dopo il ritiro
Ne 2007 fondò una scuderia automobilistica, la Team48 Motorsport.

## Statistiche

### Presenze e reti nei club
| Stagione           | Squadra            | Campionato         | Campionato | Campionato | Coppe nazionali | Coppe nazionali | Coppe nazionali | Coppe continentali | Coppe continentali | Coppe continentali | Altre coppe | Altre coppe | Altre coppe | Totale | Totale |
| Stagione           | Squadra            | Comp               | Pres       | Reti       | Comp            | Pres            | Reti            | Comp               | Pres               | Reti               | Comp        | Pres        | Reti        | Pres   | Reti   |
| ------------------ | ------------------ | ------------------ | ---------- | ---------- | --------------- | --------------- | --------------- | ------------------ | ------------------ | ------------------ | ----------- | ----------- | ----------- | ------ | ------ |
| 1975-1976          | Watford            | FoD                | 3          | 1          | FACup+CdL       | -               | -               | -                  | -                  | -                  | -           | -           | -           | 3      | 1      |
| 1976-1977          | Watford            | FoD                | 4          | 0          | FACup+CdL       | -               | -               | -                  | -                  | -                  | -           | -           | -           | 4      | 0      |
| 1977-1978          | Watford            | FoD                | 33         | 6          | FACup+CdL       | -               | -               | -                  | -                  | -                  | -           | -           | -           | 33     | 6      |
| 1978-1979          | Watford            | TD                 | 41         | 21         | FACup+CdL       | -               | -               | -                  | -                  | -                  | -           | -           | -           | 41     | 21     |
| 1978-1980          | Watford            | SD                 | 42         | 10         | FACup+CdL       | -               | -               | -                  | -                  | -                  | -           | -           | -           | 42     | 10     |
| 1980-1981          | Watford            | SD                 | 42         | 11         | FACup+CdL       | -               | -               | -                  | -                  | -                  | -           | -           | -           | 42     | 11     |
| 1981-1982          | Watford            | SD                 | 40         | 19         | FACup+CdL       | -               | -               | -                  | -                  | -                  | -           | -           | -           | 40     | 19     |
| 1982-1983          | Watford            | FD                 | 41         | 27         | FACup+CdL       | -               | -               | -                  | -                  | -                  | -           | -           | -           | 41     | 27     |
| 1983-1984          | Milan              | A                  | 30         | 5          | CI              | 9               | 1               | -                  | -                  | -                  | -           | -           | -           | 39     | 6      |
| 1984-1985          | Watford            | FD                 | 41         | 21         | FACup+CdL       | -               | -               | -                  | -                  | -                  | -           | -           | -           | 41     | 21     |
| 1985-1986          | Watford            | FD                 | 23         | 7          | FACup+CdL       | -               | -               | -                  | -                  | -                  | -           | -           | -           | 23     | 7      |
| 1986-1987          | Watford            | FD                 | 35         | 11         | FACup+CdL       | -               | -               | -                  | -                  | -                  | -           | -           | -           | 35     | 11     |
| 1987-1988          | Watford            | FD                 | 25         | 4          | FACup+CdL       | -               | -               | -                  | -                  | -                  | -           | -           | -           | 25     | 4      |
| ago. 1988          | Watford            | SD                 | 3          | 1          | FACup+CdL       | -               | -               | -                  | -                  | -                  | -           | -           | -           | 3      | 1      |
| 1988-1989          | Bournemouth        | SD                 | 30         | 19         | FACup+CdL       | -               | -               | -                  | -                  | -                  | -           | -           | -           | 30     | 19     |
| 1989-1990          | Bournemouth        | SD                 | 46         | 18         | FACup+CdL       | -               | -               | -                  | -                  | -                  | -           | -           | -           | 46     | 18     |
| 1990-1991          | Bournemouth        | TD                 | 45         | 19         | FACup+CdL       | -               | -               | -                  | -                  | -                  | -           | -           | -           | 45     | 19     |
| Totale Bournemouth | Totale Bournemouth | Totale Bournemouth | 121        | 56         |                 | -               | -               |                    | -                  | -                  |             | -           | -           | 121    | 56     |
| 1991-1992          | Watford            | SD                 | 42         | 10         | FACup+CdL       | -               | -               | -                  | -                  | -                  | -           | -           | -           | 42     | 10     |
| Totale Watford     | Totale Watford     | Totale Watford     | 415        | 149        |                 | -               | -               |                    | -                  | -                  |             | -           | -           | 415    | 149    |
| 1992-1993          | West Bromwich      | SD                 | 3          | 1          | FACup+CdL       | -               | -               | -                  | -                  | -                  | -           | -           | -           | 3      | 1      |
| 1993-gen. 1994     | Bury               | TD                 | 10         | 1          | FACup+CdL       | -               | -               | -                  | -                  | -                  | -           | -           | -           | 10     | 1      |
| gen.-giu. 1994     | Mansfield Town     | TD                 | 5          | 1          | FACup+CdL       | -               | -               | -                  | -                  | -                  | -           | -           | -           | 5      | 1      |
| Totale carriera    | Totale carriera    | Totale carriera    | 584        | 213        |                 | 9               | 1               |                    | -                  | -                  |             | -           | -           | 593    | 214    |

### Cronologia presenze e reti in nazionale
| Cronologia completa delle presenze e delle reti in nazionale ― Inghilterra | Cronologia completa delle presenze e delle reti in nazionale ― Inghilterra | Cronologia completa delle presenze e delle reti in nazionale ― Inghilterra | Cronologia completa delle presenze e delle reti in nazionale ― Inghilterra | Cronologia completa delle presenze e delle reti in nazionale ― Inghilterra | Cronologia completa delle presenze e delle reti in nazionale ― Inghilterra | Cronologia completa delle presenze e delle reti in nazionale ― Inghilterra | Cronologia completa delle presenze e delle reti in nazionale ― Inghilterra |
| Data                                                                       | Città                                                                      | In casa                                                                    | Risultato                                                                  | Ospiti                                                                     | Competizione                                                               | Reti                                                                       | Note                                                                       |
| -------------------------------------------------------------------------- | -------------------------------------------------------------------------- | -------------------------------------------------------------------------- | -------------------------------------------------------------------------- | -------------------------------------------------------------------------- | -------------------------------------------------------------------------- | -------------------------------------------------------------------------- | -------------------------------------------------------------------------- |
| 13-10-1982                                                                 | Londra                                                                     | Inghilterra                                                                | 1 – 2                                                                      | Germania Ovest                                                             | Amichevole                                                                 | -                                                                          | 81’                                                                        |
| 15-12-1982                                                                 | Londra                                                                     | Inghilterra                                                                | 9 – 0                                                                      | Lussemburgo                                                                | Qual. Euro 1984                                                            | 3                                                                          |                                                                            |
| 23-2-1983                                                                  | Londra                                                                     | Inghilterra                                                                | 2 – 1                                                                      | Galles                                                                     | Torneo Interbritannico 1983                                                | -                                                                          |                                                                            |
| 30-3-1983                                                                  | Londra                                                                     | Inghilterra                                                                | 0 – 0                                                                      | Grecia                                                                     | Qual. Euro 1984                                                            | -                                                                          | 72’                                                                        |
| 27-4-1983                                                                  | Londra                                                                     | Inghilterra                                                                | 2 – 0                                                                      | Ungheria                                                                   | Qual. Euro 1984                                                            | -                                                                          |                                                                            |
| 28-5-1983                                                                  | Belfast                                                                    | Irlanda del Nord                                                           | 0 – 0                                                                      | Inghilterra                                                                | Torneo Interbritannico 1983                                                | -                                                                          | 69’                                                                        |
| 1-6-1983                                                                   | Londra                                                                     | Inghilterra                                                                | 2 – 0                                                                      | Scozia                                                                     | Torneo Interbritannico 1983                                                | -                                                                          | 46’                                                                        |
| 12-6-1983                                                                  | Sydney                                                                     | Australia                                                                  | 0 – 0                                                                      | Inghilterra                                                                | Amichevole                                                                 | -                                                                          | 59’                                                                        |
| 19-6-1983                                                                  | Melbourne                                                                  | Australia                                                                  | 1 – 1                                                                      | Inghilterra                                                                | Amichevole                                                                 | -                                                                          | 69’                                                                        |
| 21-9-1983                                                                  | Londra                                                                     | Inghilterra                                                                | 0 – 1                                                                      | Danimarca                                                                  | Qual. Euro 1984                                                            | -                                                                          | 77’                                                                        |
| 12-10-1983                                                                 | Budapest                                                                   | Ungheria                                                                   | 0 – 3                                                                      | Inghilterra                                                                | Qual. Euro 1984                                                            | -                                                                          | 74’                                                                        |
| 2-5-1984                                                                   | Wrexham                                                                    | Galles                                                                     | 1 – 0                                                                      | Inghilterra                                                                | Torneo Interbritannico 1984                                                | -                                                                          | 77’                                                                        |
| 26-5-1984                                                                  | Glasgow                                                                    | Scozia                                                                     | 1 – 1                                                                      | Inghilterra                                                                | Torneo Interbritannico 1984                                                | -                                                                          |                                                                            |
| 2-6-1984                                                                   | Londra                                                                     | Inghilterra                                                                | 0 – 2                                                                      | Unione Sovietica                                                           | Amichevole                                                                 | -                                                                          |                                                                            |
| Totale                                                                     |                                                                            | Presenze                                                                   | 14                                                                         |                                                                            | Reti                                                                       | 3                                                                          |                                                                            |

## Palmarès

### Giocatore

#### Individuale
- Capocannoniere della First Division: 1

1982-1983 (27 gol)

## Nella cultura di massa
A partire dal 1994 il nome di Blissett viene adottato in circoli artistici e di attivisti radicali come pseudonimo collettivo con cui firmare performance, beffe mediatiche e produzione di teoria critica radicale. Il "Luther Blissett Project" parte dall'Italia, come conseguenza della stagione milanista del calciatore, ma lo pseudonimo verrà ampiamente utilizzato da artisti, riviste underground, poeti, performer e collettivi di squatter in Europa e in America Latina. Nel 1999 "Luther Blissett" è autore del romanzo Q, che venderà centinaia di migliaia di copie e sarà tradotto in diciotto lingue.
Nel 2004 il vero Luther Blissett è intervenuto scherzosamente sul fenomeno, leggendo in un programma televisivo lo slogan del collettivo: «Chiunque può essere Luther Blissett, semplicemente adottando il nome Luther Blissett».